# 955
Cette page concerne l'année 955  du calendrier julien.
L'année 955 est une année commune qui commence un lundi.

## Événements
- Mars : Otton Ier marche avec une armée en Bavière pour y rétablir son frère Henri. Il assiège et prend Ratisbonne (avril) puis rentre en Saxe fin juin[1].
- Mars-avril : les comtes Wichmann et Egbert le Borgne se révoltent en Saxe après le départ d'Otton. Ils se réfugient chez les Slaves qu'ils soulèvent. Leur oncle, le margrave Hermann Billung échoue à les contenir[1].
- 15 avril : le duc des Francs Hugues le Grand donne des fêtes à Paris pour Pâques en l'honneur du jeune roi Lothaire. Gilbert de Chalon est présent. Il fiance sa fille Liégearde au fils de Hugues, Otton et conserve la direction de la Bourgogne sous la suzeraineté du duc des Francs. Dans le même temps Hugues fiance une de ses filles, Emma, au duc Richard de Normandie. L'ainée, Béatrice, fille de Hugues le Grand, vient d'épouser le comte de Bar Ferry[2].
- Juin : début d'une campagne de Hugues le Grand, accompagné du roi Lothaire, contre le duc d'Aquitaine Guillaume Tête d'Étoupe[2]. Guillaume obtient le soutien des seigneurs d'Auvergne qui le reconnaissent comme leur suzerain[3].
- Fin juin/juillet : Otton Ier, de retour de Bavière, reçoit une ambassade hongroise à Magdebourg[4] ; il s'apprête à marcher contre les Slaves révoltés quand il apprend l'invasion de la Bavière par les Hongrois. Il rassemble ses forces et se retourne contre eux[1].
- Juillet, Espagne : les troupes du calife de Cordoue Abd al-Rahman III attaquent un château en Castille, faisant 10 000 victimes parmi les chrétiens ; le roi Ordoño III de León réplique par une expédition sur le Tage et pille Lisbonne pendant que son beau-frère Fernán González obtient une victoire à San Esteban de Gormaz. Ordoño doit cependant envoyer une ambassade à Cordoue pour négocier une trêve[5].

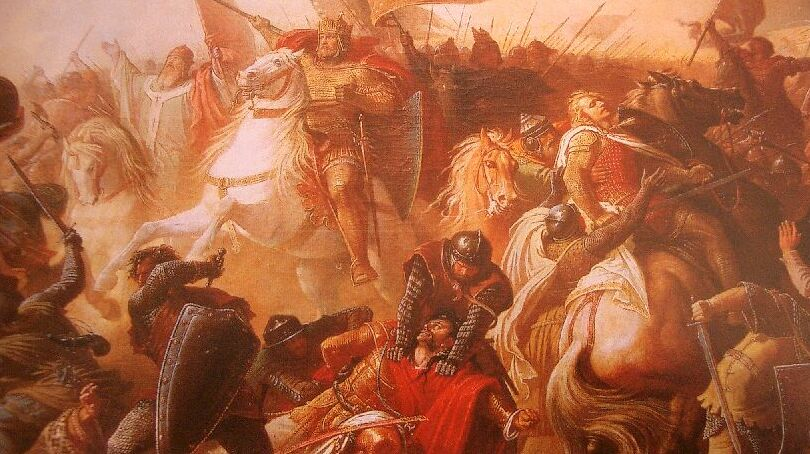
10 août : bataille du Lechfeld, vue par le peintre Michael Echter au XIXe siècle

- 10 août : le roi de Germanie Otton le Grand défait les Magyars (Hongrois) à la bataille du Lechfeld près d'Augsbourg, avec l’armée des cinq duchés. Décimés pendant leur retraite, ils n’oseront plus reprendre leurs pillages. Cette victoire fait d’Otton le champion de la chrétienté[1].
  - Otton Ier, après sa victoire sur les Hongrois réorganise la marche autrichienne (Ostmark, nom inconnu au Moyen Âge) entre l’Enns et la Morava en la peuplant essentiellement de Bavarois. Il réorganise également la Styrie, totalement détruite par les Hongrois, et la Carinthie, qui a survécu aux invasions.
- 15 août[6] : trois chefs hongrois, dont Bulcsú (de), capturés, sont pendus comme relaps à Ratisbonne par le duc Henri de Bavière[1]. Taksony, prince des Hongrois de la famille des Árpád, entame son règne peu après la bataille (dates supposées : 955-972). Il commence à organiser l'État hongrois[7].
- Août : les troupes du duc des Francs Hugues et du roi Lothaire assiègent Poitiers mais doivent se retirer après que Guillaume Tête d'Étoupe ait rassemblé une armée[3].
- 16 octobre : Otton et le margrave Gero Ier  écrasent une coalition de tribus slaves sur la Recknitz en Mecklembourg. Le chef slave Stainef et sept cents guerriers sont mis à mort[8].
- 23 novembre : Eadwig succède à son oncle Eadred comme roi d'Angleterre (fin en 959)[9].
- 16 décembre[10] : début du pontificat de Jean XII (fin en 963), petit-fils de Marozie. Albéric met son fils Octavien sur le trône de saint Pierre.

- Les musulmans de Sicile attaquent le port d'Almería et détruisent une grande partie de la flotte de guerre qui y mouille. En représailles les Omeyyades de Cordoue attaquent les côtes de l'Ifriqiya l'année suivante[11].
- Création de l'évêché de Magdebourg[12].